# Prêmio Memorial Fritz London
O Prêmio Memorial Fritz London é um prêmio para realizações em criogenia da União Internacional de Física Pura e Aplicada (IUPAP). É concedido desde 1957 na "International Low Temperature Conference" da IUPAP, homenageando o físico Fritz London. Desde 1972 é concedido a cada três anos. Neste ano de 1972 dentre outros John Bardeen concedeu sua parte do prêmio Nobel, e outra parte do fundo monetário do prêmio foi doada pela Universidade Duke.

## Laureados
- 1957 Nicholas Kurti
- 1960 Lev Landau
- 1962 John Bardeen
- 1964 David Shoenberg
- 1966 Cornelis Jacobus Gorter
- 1968 William Fairbank Sr.
- 1970 Brian David Josephson
- 1972 Alexei Alexeevich Abrikosov
- 1975 John Wheatley
- 1978 Guenter Ahlers, William L. McMillan, John Rowell
- 1981 John Reppy, Anthony Leggett, Isadore Rudnick
- 1984 Werner Buckel, Olli Lounasmaa, David Thouless
- 1987 Karl Alexander Müller, Johannes Georg Bednorz, Jun Kondo, John Clarke
- 1990 Robert Carr Dynes, Pierre Hohenberg, Anatoly Larkin
- 1993 Albert Schmid, Dennis Greywall, Horst Meyer
- 1996 Moses Chan, Carl Wieman, Eric Allin Cornell
- 1999 Douglas F. Brewer, Matti Krusius, Wolfgang Ketterle
- 2002 Russell James Donnelly, Walter N. Hardy, Allen M. Goldman
- 2005 Sébastien Balibar, J. C. Séamus Davis, Richard Packard
- 2008 Yuriy M. Bunkov, Vladimir V. Dmitriev, Igor A. Fomin
- 2011 Humphrey Maris, Hans Mooij, Gerd Schön
- 2014 John M. Martinis, Michel Devoret, Robert Schoelkopf
- 2017 William Halperin, James Sauls, Jeevak Parpia
- 2020 Frank Steglich, Valerii Vinokur, Qi-Kun Xue